# Narcotráfico

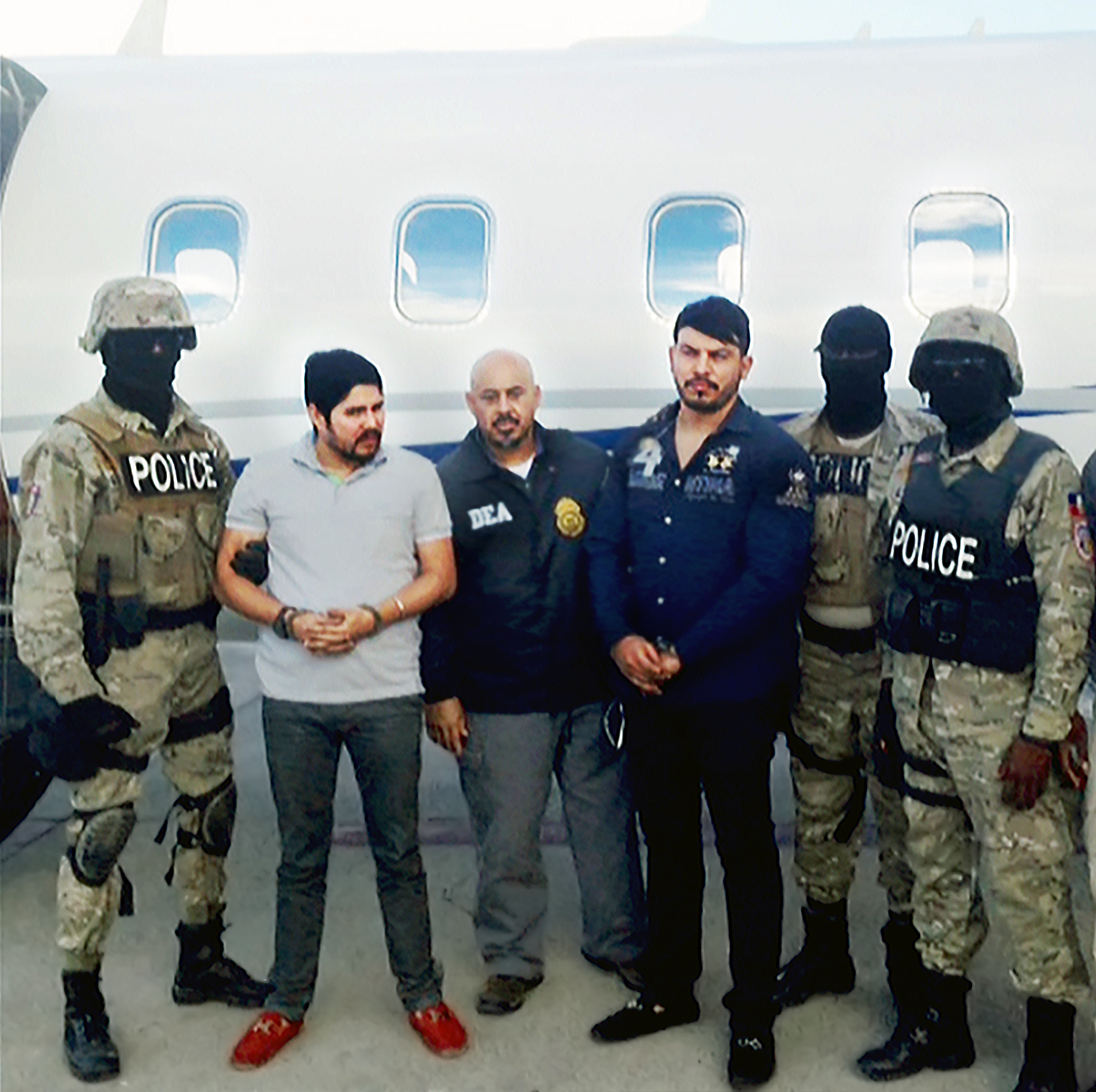
Os sobrinhos do presidente Nicolás Maduro, Efrain Antonio Campo Flores e Francisco Flores de Freitas, sendo presos pela Agência Antidrogas dos EUA (DEA) em 10 de novembro de 2015.

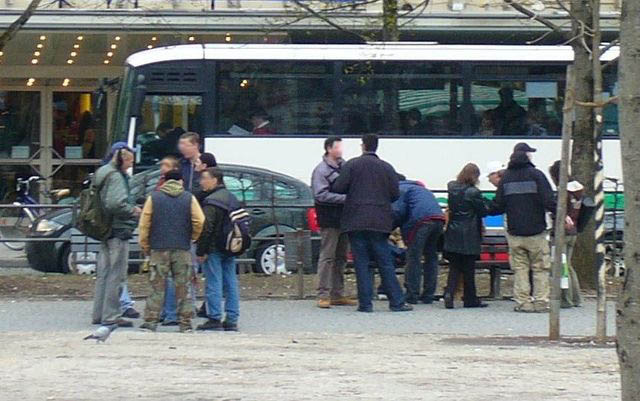
Policiais em ação de repressão ao narcotráfico na Alemanha

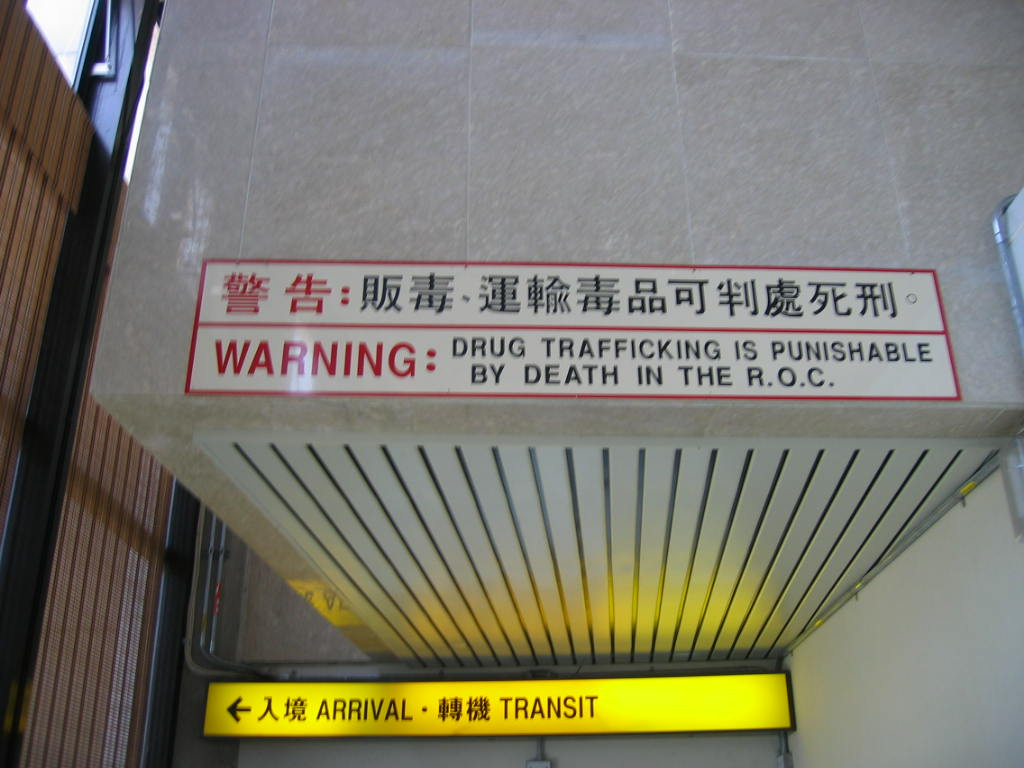
Placa alertando para a pena de morte por tráfico de drogas em Taiwan.

Narcotráfico ou tráfico de drogas é um mercado ilegal global dedicado ao cultivo, fabricação, distribuição e venda de substâncias proibidas. A maioria das jurisdições proíbe o comércio, exceto sob licença, de muitos tipos de drogas por meio do uso de leis de proibição. O relatório Transnational Crime and the Developing World, do think tank Global Financial Integrity, estima o tamanho do mercado global de substâncias ilícitas entre US$ 426 e US$ 652 bilhões somente em 2014. Com um PIB mundial de US$ 78 trilhões no mesmo ano, o tráfico de drogas pode ser estimado em quase 1% do comércio global total. O consumo de drogas ilícitas é generalizado no mundo todo, e continua sendo muito difícil para as autoridades locais reduzir as taxas de consumo de drogas; em particular na América Latina.

## No Brasil
O mandado de criminalização presente no artigo quinto, inciso XLIII da Constituição Federal de 1988 dá um comando para que o Poder Legislativo crie lei(s) criminalizando o tráfico ilícito de entorpecentes e drogas afins e considerando-o inafiançável e insuscetível de graça ou anistia. Em outras palavras, o ordenamento jurídico equipara o tráfico de drogas a crime hediondo. 
A lei nº 11 343, de 23 de agosto de 2006 instituiu o Sistema Nacional de Políticas Públicas sobre Drogas - SISNAD; prescreve medidas para prevenção do uso indevido, ao social de usuários e dependentes de drogas, estabelece normas para repressão à produção não autorizada e ao tráfico ilícito de drogas, define crimes e dá outras providências. No parágrafo único do seu primeiro artigo, vê-se que as partes penais da lei constituem normas penais em branco. Isso porque a definição do que é "droga" depende de especificações legais ou de "listas atualizadas periodicamente pelo Poder Executivo da União". As drogas ilícitas estão atualmente listadas na Portaria 344 de 1998 do Ministério da Saúde.

## No mundo
O tráfico internacional de drogas, em alta escala, começou a expandir-se a partir da década de 1970, tendo tido o seu ápice na década de 1980. Esse desenvolvimento está estreitamente ligado à crise econômica mundial. O narcotráfico determina as economias dos países produtores de cocaína, cujos principais produtos de exportação têm sofrido sucessivas quedas em seus preços (ainda que a maior parte dos lucros não fique nesses países) e, ao mesmo tempo, favorece principalmente o sistema financeiro mundial. O dinheiro oriundo da droga corresponde à lógica do sistema financeiro, que é eminentemente especulativo. Este necessita, cada vez mais, de capital "livre" para girar, e o tráfico de drogas promove o "aparecimento mágico" desse capital que se acumula muito rápido e se move velozmente.
O narcotráfico é produzido em escala global, desde o cultivo em países subdesenvolvidos até seu consumo, principalmente nos países ocidentais, nos quais o produto final atinge um alto valor no mercado negro.
O tráfico surge da ilegalidade das drogas e a mesma ilegalidade acarreta importantes consequências sociais: crime, violência, corrupção, marginalidade, além de taxas maiores de intoxicação por produtos químicos adulterantes dos entorpecentes, etc. As penas oriundas da repressão às drogas são mais danosos que os efeitos das drogas em si. Vários países possuem experiências bem sucedidas no âmbito da descriminalização/legalização de drogas leves. Cada vez mais países adotam posturas liberais para driblar os danos causados pela ilegalidade das drogas.
Em muitos países, inclusive no Brasil, existem movimentos sociais pró-legalização da cannabis sativa, uma substância declarada ilícita pelas leis do país. A Marcha da Maconha é um exemplo disso, onde pessoas de vários lugares do país vão para as ruas gritar, buzinar, mostrar cartazes e ensinar a respeito da maconha, mostrando o lado do usuário de drogas. 

## Produção
A maioria dos entorpecentes são produzidos em países da América do Sul, do Sudeste Asiático e do Oriente Médio, entrando nos países consumidores através de contrabando. Tradicionalmente, os Estados Unidos, o México, a União Europeia, o Japão e especialmente Singapura (onde o tráfico e o consumo de drogas são punidos com a morte) têm imposto uma política de tolerância zero aos países produtores. Entretanto, em muitos desses países, a cultura de coca, e maconha é uma importante fonte de subsistência, à qual não estão dispostos a abdicar. Por outro lado, substâncias psicotrópicas como o LSD, as anfetaminas e outras substâncias sintéticas como o ecstasy são produzidas em países desenvolvidos.

## Origens
Em locais onde a legislação restringe ou proíbe a venda de determinadas drogas populares, é soez o desenvolvimento de um mercado clandestino. A maioria dos países considera o narcotráfico um problema muito sério. Em 1989, os Estados Unidos intervieram no Panamá com o propósito de acabar com o narcotráfico. O governo da Índia realizou operações no Oriente Médio e a própria península da Índia para seguir o rastro de vários narcotraficantes. Algumas estimativas do comércio global puseram o valor das drogas ilegais a cerca de US$ 400 bilhões no ano 2000; que, somado ao mesmo tempo ao valor do comércio global de drogas legalizadas (tais como o tabaco e o álcool), corresponde a uma quantidade superior ao dinheiro gastado para a alimentação no mesmo período de tempo. Em 2005, o Relatório Mundial sobre Drogas das Nações Unidas informou que o valor do mercado ilícito de drogas foi estimado em 13 bilhões de dólares ao nível de produção, 94 bilhões ao nível de preço de mercado e a mais de um trilhão baseado nos preços de cultura, levando em conta inclusive as perdas.
Embora o consumo seja mundial, o maior mercado consumidor é os Estados Unidos seguido da  Europa. Os maiores produtores do mundo são o Afeganistão (ópio), o Peru e a Colômbia (cocaína).

## Rentabilidade
O Narcotráfico arrecada por ano em todo o mundo $ 900 Bilhões de dólares. Estudo efetuado pela Secretaria de Fazenda do Estado do Rio de Janeiro, efetuado em dezembro de 2008, estimou que o tráfico de drogas no Rio de Janeiro (maconha, cocaína e crack) fatura entre 316 e 633 milhões de reais por ano, mas lucra algo em torno de 130 milhões, sendo menos rentável do que aparenta. Entre os altos custos suportados pelos traficantes, estão o de logística de fornecimento e autoproteção e as perdas decorrentes das apreensões policiais. Além dos gastos com mão de obra, haveria gastos entre 121 e 218 milhões de reais por ano com a reposição de armas e a compra de produtos.